# Alžběta Dubnická
Alžběta Dubnická, též Alžbeta Dubnická, (* 19. listopadu 1927) byla slovenská a československá politička a bezpartijní poslankyně Sněmovny národů Federálního shromáždění za normalizace.

## Biografie
K roku 1971 se profesně uvádí jako žena v domácnosti. Ve volbách roku 1971 zasedla do slovenské části Sněmovny národů (obvod č. 94 – Nové Zámky, Západoslovenský kraj). Ve FS setrvala do konce funkčního období, tedy do voleb roku 1976.
V roce 2009 oslavila 82. narozeniny. Žila v Nových Zámcích a stále se angažovala v Červeném kříži, jehož pobočku v Nových Zámcích vedla nepřetržitě od jejího založení před 56 lety. Během velkých povodní na jihu Slovenska roku 1965 se podílela na organizování péče o rodiny zbavené svých domovů.